# فرانك د. سكوت
فرانك د. سكوت (بالإنجليزية: Frank D. Scott) هو محامي وسياسي أمريكي، ولد في 25 أغسطس 1878 في ألبينا في الولايات المتحدة، وتوفي في 12 فبراير 1951 في بالم بيتش في الولايات المتحدة. حزبياً، نشط في الحزب الجمهوري. وقد انتخب عضو مجلس ولاية ميشيغان وانتخب عضو مجلس النواب الأمريكي.